# زمرد خاتون
السِّتُ الجليلة زُمُرُّد خاتُون بنت عبد الله، المعرُوفة اختصارًا باسم زُمُرُّد خاتون (توفيت سنة 599 هـ / 1202 م) هي أُمُّ ولد تُركيَّةُ الأصل للخليفة العبَّاسي الحَسَن المُسْتَضِيء بأمر الله، وأنجبت لهُ الخليفة أحمد النَّاصر لدين الله والذي كان آخر أقوى خُلفاء الدَّولة العبَّاسيَّة في فترتها الأخيرة.
عاشت زُمُرُّد خاتون في خلافة ابنها أربعًا وعشرين عامًا، وقد عُرفت بالصَّلاح والقيام بأعمال خيرٍ كثيرة، كما أوقفت المدارس والربط والجوامع، وأنفقت في رحلتها للحج سنة 553 هـ / 1158م، قُرابة 300 ألف دينار على الفُقراء والمُحتاجين. وكانت سيَّدة نافذة الكلمة، وسديدة الرأي.

## وفاتها
تُوفيت زُمُرُّد خاتون سنة 599 هـ / 1202 م، وخرج لجنازتها عددٌ كبير من أهالي بَغْدَاد، ودُفنت في التُّربة التي بنتها لنفسها، وذلك بالقرب من الشَّيخُ الزَّاهد مَعْرُوف الكَرَخِي وحزن الناس عليها كثيرًا.

## ميراثها
وصفها المُؤرِّخ ابنُ كَثِير الدِّمَشْقِيُّ قائلًا: «كانت صالحة عابدة كثيرة البر والاحسان والصلات والأوقاف، وقد بنت لها تربة إلى جانب قبر معروف، وكانت جنازتها مشهورة جدًا، واستمر العزاء بسببها شهرًا». كما ذكرها المُؤرِّخ السُّوري عمر رضا كحالة في كتابه أعلامُ النِّساء قائلًا: «إنها من نساء البر والإحسان، حجت مرة، فأنفقت ثلاثمئة ألف دينار، وكان معها ألفا جمل، وتصدقت على أهل الحرمين، واصلحت البرك والمصانع».

### فهرس المنشورات
1. 1 2  العزايزة (2004)، ص. 61.

### فهرس الوب
1. ↑  "ص394 - كتاب المختصر المحتاج إليه من تاريخ ابن الدبيثي ط العلمية - زمرد خاتون التركية أم أمير المؤمنين الناصر - المكتبة الشاملة". shamela.ws. مؤرشف من الأصل في 2024-03-16. اطلع عليه بتاريخ 2024-03-16.
2. ↑  "البداية والنهاية - ابن كثير - ج ١٣ - الصفحة ٤٤". shiaonlinelibrary.com. مؤرشف من الأصل في 2020-06-28. اطلع عليه بتاريخ 2024-03-16.
3. ↑  "مدرسة زمرد خاتون". صحيفة الخليج. مؤرشف من الأصل في 2024-03-17. اطلع عليه بتاريخ 2024-03-16.

### معلومات المنشورات كاملة
المقالات المحكمة
- وجدان حسن العزايزة (25 يوليو 2004). "المرأة في العصر العباسي (447هـ-656هـ/1055م-1258م)". جامعة اليرموك. إشراف: يوسف غوانمة. QID:Q124883412.